# Automotive Lighting
Marelli Automotive Lighting ist ein Automobilzulieferunternehmen mit Hauptsitz in Reutlingen. Das Unternehmen gehört zur Marelli-Gruppe und hat sein Kerngeschäft in der Entwicklung und Produktion von Fahrzeugscheinwerfern, -rückleuchten und von Lichtelektronik.

## Geschichte
Das Unternehmen ging 1999 als Joint Venture aus der Lighting Group von Magneti Marelli und der K2 Lichttechnik von Bosch hervor. 2003 erwarb Magneti Marelli die restlichen Unternehmensanteile. Nach Änderungen in der Gesellschafterstruktur ist das Unternehmen seit 2019 Geschäftsbereich des Marelli-Konzerns.

## Innovationen
- 1991 führte das Unternehmen, das damals noch unter Bosch firmierte, zusammen mit BMW mit der 7er Reihe Xenonlicht (Abblendlicht) in den Automobilmarkt ein.
- 2007 präsentierte AL den ersten Voll-LED-Scheinwerfer im Audi R8,[1] der 2008 mit dem red dot-Award in der Kategorie product design ausgezeichnet wurde.[2]
- 2014 erfolgte die Einführung des Laser-Fernlichts im Scheinwerfer des Audi R8 LMX[3]
- 2018 wurde der erste Scheinwerfer mit DMD-Mikrospiegeltechnologie in einer limitierten Mercedes Maybach-Variante auf den Markt gebracht.[4]
- 2019 wurde mit dem Audi e-tron Sportback der erste Scheinwerfer eines Serienfahrzeugs mit Mikrospiegeltechnologie (DMD) ausgerüstet.[5]

## Standorte
Marelli Automotive Lighting ist weltweit an 30 Standorten vertreten, die das Unternehmen folgenden Geschäftsregionen zuordnet:
Nordamerika:
Mexico: Juárez, Tepotzotlán, Toluca
USA: Southfield, Pulaski
Südamerika:
Brasilien: Contagem
Europa:
Deutschland: Reutlingen
Frankreich: Saint-Julien, Trappes
Italien: Tolmezzo, Venaria Reale
Polen: Sosnowiec
Rumänien: Cluj-Napoca
Spanien: Barberà del Vallès, Llinars del Vallès
Tschechien: Jihlava
Türkei: Bursa
Asien:
China: Changchun, Foshan, Shanghai, Wuhu, Xiaogan
Indien: Manesar, Pune, Rewari
Japan: Yokohama
Malaysia: Penang